# Wanger Außentief

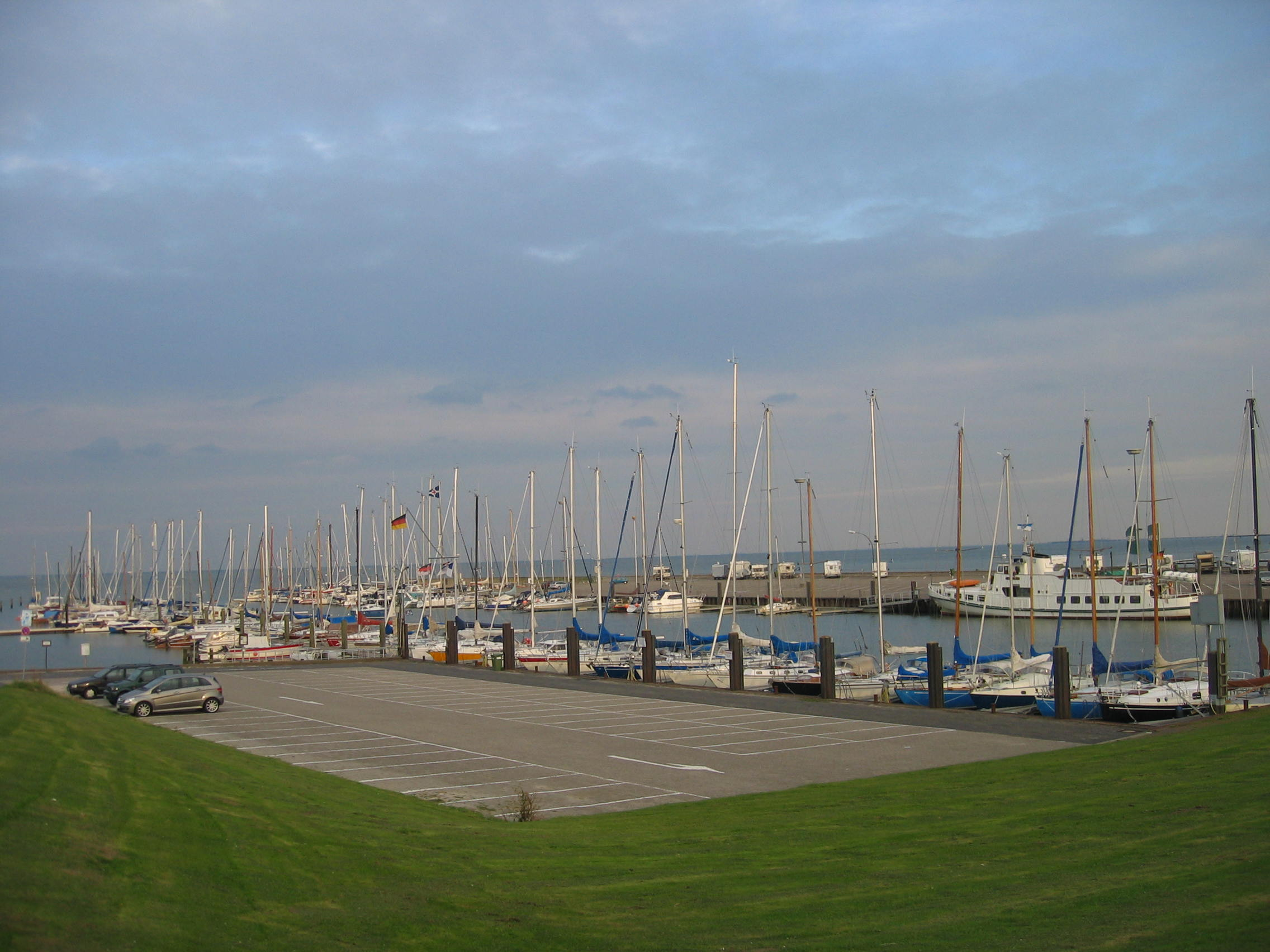
Hafen von Horumersiel, von dem aus sich das Wasser des Wangertiefs in das Wanger Außentief ergießt

Das Wanger Außentief ist ein Tief auf der Seeseite von Horumersiel, einem Ortsteil der Gemeinde Wangerland im Landkreis Friesland im Norden von Niedersachsen.
Über einen Hafen am nördlichen Ende des Wangertiefs ergießt sich das Wasser in das Wanger Außentief, das Zugang zur Innenjade und damit zur Nordsee hat.